# The Kylie Show
The Kylie Show è uno speciale televisivo musicale della cantante australiana Kylie Minogue, andato in onda su ITV il 10 novembre 2007 e registrato presso The London Studios. Il programma ha celebrato i 20 anni della carriera musicale della Minogue ed è servito anche da promozione per il lancio del suo decimo album in studio, X.
Lo spettacolo ha visto la partecipazione della Royal Philharmonic Orchestra e delle Crazy Horse Girls, arrivate appositamente da Parigi per esibirsi come ballerine di supporto. Lo show include diversi sketch, tra cui uno in cui Jason Donovan, suo ex fidanzato e co-protagonista di Neighbours, non riesce a riconoscerla, e un’altra in cui si ritrova in una lite con sua sorella Dannii, finendo per colpire Simon Cowell in faccia.
The Kylie Show è stato trasmesso anche in Australia dalla Seven Network il 5 febbraio 2008 alle 19:30.

## Scaletta
1. Sketch 1: Charlene '07

Kylie viene trovata dal suo autista in stato di ebbrezza, comportandosi in modo goffo. Indossa un outfit simile a quelli dei suoi vecchi videoclip; esegue quindi:
- - Can't Get You Out of My Head (Greg Kurstin Remix)

1. Sketch 2: Incontro con Jason Donovan

Kylie si imbatte in Jason Donovan, con cui aveva duettato nel brano Especially for You, ma lui non la riconosce. Si svolgono le performance di:
- - 2 Hearts
  - Tears on My Pillow

1. Sketch 3: Il camerino di Kylie

- - Wow

1. Sketch 4: Minogue vs. Minogue

Dannii Minogue appare indossando un abito identico a quello di Kylie. Quando Kylie si pettina, la spazzola le sfugge di mano e colpisce accidentalmente Dannii, dando il via a una lite. Alla fine, Kylie sfiora Simon Cowell con un pugno dopo che lui la chiama "Miss Minogue".
- - No More Rain 
  - Got to Be Certain

1. Sketch 5: La corsa dei cavalli

Kylie riceve la visita di un gruppo di suore sue fan. Nel frattempo, assiste a una corsa di cavalli su cui ha scommesso. Man mano che la gara procede, inizia a urlare parolacce perché il suo cavallo sta per perdere.  
- - The One

1. Sketch 6: Il guardaroba di Kylie

- - I Believe in You (versione ballata)
  - Sensitized (Discoboy’s Radio Edit)

1. Sketch 7: Kylie e il disegno

- - Cosmic